# Aleko Mulos
Bey Aleko Mulos (* 19. Jahrhundert; † 20. Jahrhundert) war ein osmanischer Kunstturner.

## Biografie
Aleko Mulos war Schüler am Galatasaray-Gymnasium und als Übersetzer beim Besuch des IOC-Präsidenten Pierre de Coubertin in Konstantinopel tätig. Auf Einladung von Coubertin startete er als einziger Athlet seines Landes bei den Olympischen Sommerspielen 1908 in London. Im Einzelmehrkampf belegte er den 67. Rang. Er war damit der erste Athlet in der Geschichte, der für das Osmanische Reich startete.